# Visaya (slak)
Visaya is een geslacht van weekdieren uit de klasse van de Gastropoda (slakken).

## Soort
- Visaya rosenbergi Poppe, Guillot de Suduiraut & Tagaro, 2006